# تريفور هاردينغ
تريفور هاردينغ هو سياسي كندي، ولد في 20 أغسطس 1965 في كندا. حزبياً، نشط في Yukon New Democratic Party ‏. وقد انتخب عضو الجمعية التشريعية في يوكون ‏.